# Eri Yonamine
Eri Yonamine, (en japonès: 與那嶺恵理, 25 d'abril de 1991) és una ciclista japonesa, professional des del 2016 i actualment a l'equip FDJ Nouvelle-Aquitaine Futuroscope. Campiona nacional tant en ruta com en contrarellotge.

## Palmarès en ruta
- 2012
  - 1a a la Volta a Okinawa
- 2013
  -  Campiona del Japó en ruta
  -  Campiona del Japó en contrarellotge
- 2015
  -  Campiona del Japó en contrarellotge
- 2016
  -  Campiona del Japó en ruta
  -  Campiona del Japó en contrarellotge
- 2017
  -  Campiona del Japó en ruta
  -  Campiona del Japó en contrarellotge

## Palmarès en ciclisme de muntanya
- 2014
  -  Campiona del Japó en Camp a través